# モスラ対ゴジラ
- モスラ > モスラ対ゴジラ
- ゴジラシリーズ > モスラ対ゴジラ

『モスラ対ゴジラ』（モスラたいゴジラ）は、1964年（昭和39年）4月29日に公開された日本映画。ゴジラシリーズの第4作であり、映画『モスラ』の続編でもある。製作・配給は東宝。カラー、東宝スコープ。略称は『モスゴジ』。監督は本多猪四郎、主演は宝田明。
初回興行時の観客動員数は351万人。
併映は『蟻地獄作戦』。

## 概要
怪獣映画10周年を記念して東宝が制作し、タイトルにもあるようにモスラとゴジラの闘いを初めて描き、その集大成を狙った作品。明確に善・悪に分けた怪獣対決の図式を初めて導入した作品でもあり、本作品でのゴジラはモスラに対する悪役として描かれている。また、ゴジラとしては初めて飛翔型の操演怪獣との対決となった。両者の主要襲撃地点は名古屋。第1作『ゴジラ』および『モスラ』を踏襲した描写が多く取り入れられている。制作面では、特撮技術や造形技術などが高く評価されている。
一見単純な娯楽作品の体裁をとりつつも、「観光開発ブーム」「背後の興行師による暗躍」「新聞の第三権力化」など、当時の世相への批判がさり気なく盛り込まれている。また、主人公が新聞記者という設定には、当時の社会派推理小説ブームが反映されている。

## ストーリー

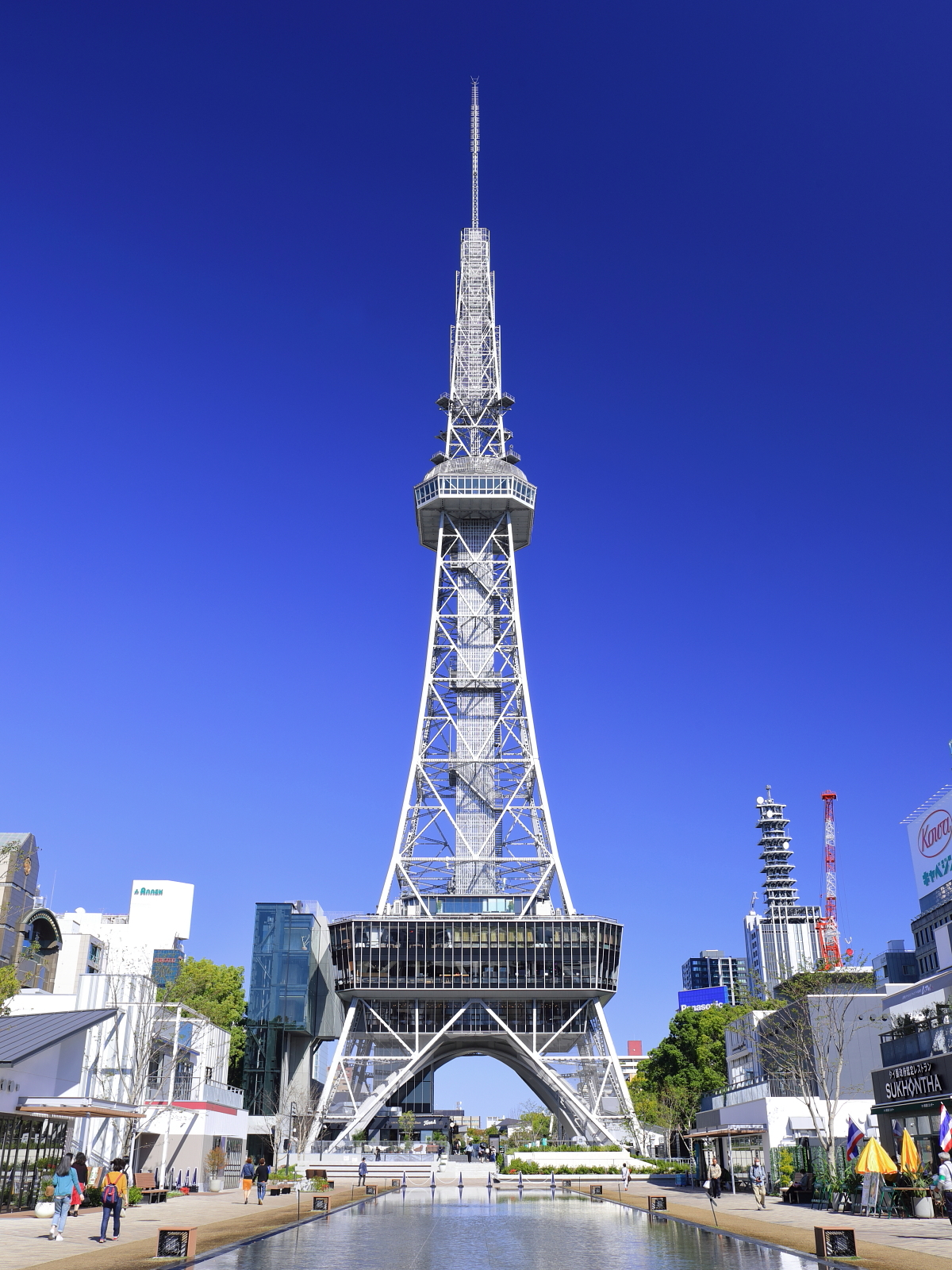
ゴジラに尻尾で倒壊させられる名古屋テレビ塔。

超大型台風8号が西日本を通過した翌朝、毎朝新聞の記者である酒井とカメラマンの純子は、取材で訪れた高潮による浸水被害で壊滅した新産業計画の倉田浜干拓地の海に浮かぶ瓦礫の中で虹色に光る、多量の放射能を帯びた鱗のような物体を見つける。一方、静之浦の沖合には巨大な卵が漂着する。ハッピー興行社の興行師の熊山は漁民から引き上げた卵を買い取り、静之浦の海岸に孵化施設を兼ねたレジャーランド「静之浦ハッピーセンター」の建設を始める。
三浦博士と酒井らは巨大な卵を調査するが、そこへ双子の小美人が現れる。小美人によると、巨大な卵はインファント島に唯一残っていたモスラの卵であり、それを失った島の人々は悲しんでいるという。酒井たちは卵を返還するよう抗議活動を始めるが、熊山はそれに応じないどころか、小美人まで売るように言い放つ。実は大興行師の虎畑次郎が熊山の後ろ盾となっており、抗議活動は頓挫する。人間社会に落胆した小美人は、乗ってきたモスラの成虫とともにインファント島へ帰ってしまう。
そんな折、酒井と純子は三浦に呼び出され、放射能洗浄を受ける。それは、倉田浜で見つけた物体から、放射能が検出されたためであった。酒井たちは調査のために排水作業中の倉田浜干拓地へ赴くが、そこへゴジラが出現し、四日市市のコンビナート地帯と名古屋市を蹂躙する。酒井たちはインファント島へ飛び、原住民たちにモスラの力を借りたいと懇願するが、「悪魔の火」と呼ぶ核実験によって島を荒らされ、モスラの卵の返還をも拒まれた原住民たちと小美人は、激しい人間不信を抱いていた。しかし、純子の必死の訴えを聞き入れたモスラは、寿命が近づく身を押して日本へ飛び立つ。
虎畑は、金銭トラブルから熊山を射殺してしまったが、滞在する浜風ホテルをゴジラが破壊し、彼もその際に逃げ遅れて死亡する。ゴジラがモスラの卵の孵化器が設置されている静之浦の西浜に迫ったところへモスラが飛来し、寿命と引き換えの武器である毒鱗粉をも用いた戦いを繰り広げるが、ゴジラへの決定的なダメージとはならず、逆にゴジラに放射能火炎で羽を焼かれてしまったモスラは最後の力で卵をかばうように着地し、死亡してしまう。
モスラに勝利したゴジラに対し、自衛隊は3,000万ボルトに達する人工雷作戦で挑む。ゴジラは超高電圧による大電流にもがき苦しむが、装置は限界を超えた放電を強行したために故障してしまったうえ、ゴジラの反撃によって特車隊も壊滅させられる。無敵となったゴジラが分教場の教師と生徒たちが残された岩島に迫り、小美人が祈りの歌を歌う中、モスラの卵が孵化し始める。孵化した双子の幼虫モスラは岩島に向かうと、ゴジラに繭糸を吹きつけて動きを封じていく。酒井たちはその隙に教師と生徒たちを救出に成功し、やがて歩行すらままならなくなったゴジラは、岸壁から海へ転落する。幼虫モスラの活躍でゴジラの脅威が去り、酒井たちはインファント島へ帰っていく幼虫モスラと小美人を見送りながら、人間不信のない社会を作ることを決意するのだった。

## 登場怪獣
ゴジラ

モスラ（幼虫・成虫）

怪骨
インファント島の海岸に転がっていた、カタカタと頭部が揺れる巨大なカメのような生物の骨。
- 脚本決定稿では、大きな貝殻の残骸やクジラの肋骨と列挙しており、核実験に対する無言の抗議をしているようだと形容している。
- この骨について特に設定は存在しないが、2012年になって「怪骨」と命名され、フィギュアやデザインTシャツなどの商品化がおこなわれた。

## 登場人物
酒井 市郎（）
毎朝新聞社会部記者。純子からは「市ちゃん」と呼ばれる。
正義感にあふれ、行動力もある青年。モスラの卵を独占しようとするハッピー興行社のやり方に対し、報道（ペン）の力で世論に訴えかけるが、限界を痛感する。

中西 純子（）
毎朝新聞の新人見習いカメラマン。写真には芸術性を求める理屈的なタイプ。常に帽子を被っている。

三浦博士（）
動物学を専攻する京南大学教授。モスラの卵やゴジラの皮膚片などを調査する。
- 準備稿では、登場が予定されていた原健也の師という設定であった。

中村 二郎（）
毎朝新聞社会部記者。半熟ゆで卵が好物。
怠惰な勤務態度でデスクによく叱られているが、モスラの卵が漂着した際にはヘリで駆けつけたり、ゴジラが岩島に上陸した際には酒井らとともに住民を救出したりするなどの行動力を見せる。モスラとゴジラを戦わせるというアイデアも出している。

虎畑 次郎（）
若手実業家。興行界を陰で操るといわれる。父は政財界の大物である虎畑万造。知的な皮肉屋で、自らの手を汚さずに金儲けをおこなう。
熊山の黒幕としてモスラの卵を中心に静之浦ハッピーセンターを建設し、一大レジャー事業を目論むが、ゴジラの出現によって頓挫する。大金を盗もうとした熊山を射殺した後、自身もゴジラが破壊した浜風ホテルの下敷きとなり、死亡する。
- 脚本第2稿および決定稿での名称は虎畑万造であり、東宝スタジオ・メールのポスターにも「虎畑万造（役）」と記載されていた。完成作品では「万造」は虎畑の父の名前となり、脚本よりも若いイメージとなった。資料によっては、役名が「万造」のままとなっているものもある。
- 本多は自身の作品に「悪」はおらずそれぞれの立場で置かれた状況を動いていると述べており、虎畑も事業家として当たり前のことをやっていると語っている。
- 演じる佐原健二は、役作りにあたって東宝不動産部の知人からアクの強い不動産屋を数人紹介してもらい、1週間程度行動を共にした。その中で佐原は、いずれの人物も自分の行動に自信たっぷりであったと感じたという。また、金に執着することを意識したといい、死亡するシーンでは金を離さないことを考えていた結果、背中から倒れて無意識に足が上がっていたという。

丸田デスク（）
毎朝新聞社会部デスクで、酒井らの上司。

熊山（）
ハッピー興行社の社長。漂着したモスラの卵を網元から買い取り、見世物として大儲けを目論む。虎畑の入れ知恵を受けて静之浦ハッピーセンターの建設に取りかかるが、ゴジラの上陸で目論見が頓挫して一文無しとなったため、浜風ホテルから大金を盗もうとした結果、虎畑に射殺される。
- 脚本準備稿では虎畑が登場しておらず、悪役は熊山のみであった。

小林（）
岩島分教場の女性教師。ゴジラが上陸した岩島に生徒らとともに取り残されてしまい、山伝いに歩いて海沿いの洞窟に避難する。

## 登場兵器・メカニック

### 架空
人工雷発生装置（）（人工雷発生機）
ゴジラを撃滅するために自衛隊が行った「A作戦」と「B作戦」に投入された強力な電流発生装置。3点を結んだ三角形の地域に装置を設け、送電用の高圧鉄塔と装置を有した鉄塔が設置され、変電所から地域のほとんどの電流を回してもらうことで、200万ボルトから最大3,000万ボルトまでの電流を発生させ、それをゴジラに向けて放射する。
「A作戦」では特に効果は与えられずゴジラに破壊されてしまうが、「B作戦」では帯電ネットとの組み合わせによってゴジラの全身に電流を浴びせ、もがき苦しむほどのダメージを与え、あと一歩で倒せるところまで追いつめる。しかし、ゴジラに止めを刺そうと限界以上に電圧を上げたことで電線が焼き切れて電流が止まったうえ、最後は立ち直ったゴジラの放射能火炎によって溶解し、作戦は失敗する。
- ゴジラに対する高圧電流作戦は、第1作『ゴジラ』以来の定番となっていたが、昭和シリーズでは本作品が最後となった。助監督を務めた中野昭慶によれば、特技監督の円谷英二が高圧鉄塔を気に入っていたことからゴジラと鉄塔が絡むシーンを取り入れていたといい、本作品でも円谷自ら鉄塔を用いた作戦を考案したという。
- 書籍『モスラ対ゴジラコンプリーション』では、鉄塔のミニチュアは『キングコング対ゴジラ』のものを流用したと推測している。

特殊帯電ネット
「B作戦」で人工雷発生装置の威力を増強するために第二次空挺隊が投入した巨大ネット。電気を通す材質で作られており、これをゴジラの全身に被せることにより、体中へ一度に強力な電流を浴びせることができる。KV-107II-4中型輸送ヘリコプターの4機編隊で1枚ずつ輸送され、作中では3個編隊が計3枚をゴジラに向けて投下しているが、ゴジラの放射能火炎と装置のオーバーヒートによって失敗した。

フロンティアミサイル（ミサイル巡洋艦）
海外版に登場。劇中の国連大使の説明によれば「高性能誘導弾」とのこと。国連の派遣した艦隊から発射され、浜辺を進むゴジラを転倒させたものの、それ以上のダメージには至らなかった。
ミサイルを発射した軍艦（星条旗が掲げられている）は、前部甲板と後部甲板にそれぞれ2基ずつの単装式ミサイル発射機を備える一方、艦砲やヘリコプター搭載能力を有していないオリジナル艦。幹部将校を載せた旗艦の艦番号は29となっている。
- 脚本では、『モスラ』に登場するロリシカ国の新兵器とされている。
- 書籍『モスラ対ゴジラコンプリーション』では、艦艇のミニチュアは『ハワイ・ミッドウェイ大海空戦 太平洋の嵐』（1960年）のものを改造したと推測している。

### 実在

#### 自衛隊
- 61式特車[出典 46]（61式中戦車[126]）
- GMC 2.5tトラック
- 3/4tトラック（ダッジM37（英語版）/WC52型・Q4W70型）
- 1/4tトラック（三菱型・ウィリスMB型）
- トヨタ ボンネットトラック
- F-86F戦闘機[出典 47]（F-86Fセイバー旭光[111]）
- C-46輸送機[出典 48]（カーチスC46D[126]、C46コマンド改[132]、C46大型輸送機[111]）
- UF-2救難機かりがね[119][114][注釈 14]
- KV-107II-4中型輸送ヘリコプター[出典 49]（KV-107II しらさぎ[111]、バートルV107[119][114]）
- 107mm迫撃砲M2[114]
- 75mm無反動砲M20[114]
- M1ガーランド
- M1カービン

#### 警察
- パトロールカー（三菱・ジープ型）

#### 民間
- SE.3130 アルエット II[113]（ジュドSA318[132]）
- 化学消防車（いすゞ・TX型）
- 日産・パトロール（2代目型）
- FN ポケット・モデル M1906
- 第十一威王丸[135][注釈 15]

## 設定
インファント島

静之浦（）
架空の地名。台風8号によってインファント島から流されたモスラの卵が漂着する。
モスラの卵を見世物にしようという虎畑の目論見のもと、ハッピー興行社が静之浦ハッピーセンターの建設を開始するが、ゴジラの出現によって頓挫する。
卵の漂着を報じた毎朝新聞に、「静岡県田方郡静之浦村」と表記されている。

倉田浜干拓地（）
架空の地名。伊勢湾に面した干拓地。台風8号による浸水被害のため、ポンプを用いての排水作業がおこなわれていたが、その地中からゴジラが出現する。
- 書籍『モスラ対ゴジラコンプリーション』では、1959年（昭和34年）の伊勢湾台風で被災した鍋田干拓地がモデルと推測している。

岩島（）
静之浦沖の小島。ゴジラと双子のモスラ幼虫が対決する。
分教場の生徒と女性教師の小林が逃げ遅れるが、酒井らに救出される。

ハッピー興行社
熊山が代表を務める興行会社。静之浦ハッピーセンターの建設を進めていたが、ゴジラの出現により頓挫し、莫大な負債を抱えることになる。

浜風ホテル
静之浦の高級ホテル。鉄筋5階建て。
虎畑が逗留しており、卵の調査に訪れた酒井らも宿泊する。上陸したゴジラに破壊される。

## キャスト
- 酒井市郎[出典 50]：宝田明
- 中西純子[出典 51]：星由里子
- 三浦博士[出典 52][注釈 10]：小泉博
- 中村二郎[出典 53]：藤木悠
- 虎畑次郎[出典 34][注釈 11]：佐原健二
- 小美人[出典 54]：ザ・ピーナッツ（伊藤エミ、伊藤ユミ）
- 毎朝新聞社デスク[出典 55][注釈 18]：田崎潤
- ハッピー興行社 熊山[出典 56]：田島義文
- 県会議員[出典 57][注釈 19]：田武謙三
- 老校長[出典 58]：佐田豊
- 網元[出典 59]：谷晃
- 対策本部長[出典 60][注釈 20]：藤田進
- 神主[出典 61]：沢村いき雄
- 船員[出典 62]：山本廉
- 自衛隊員[出典 63][注釈 21]：野村浩三
- 船着場の警官[出典 64]：堤康久
- 自衛隊幹部[21][146]（陸上自衛隊幹部[18]、自衛隊士官[165]）：津田光男
- 警察幹部[出典 65]：大友伸
- 漁民A[出典 66]：大村千吉
- 長老[出典 67][注釈 22]：小杉義男
- 女教員[出典 68]（女教師[12]）[注釈 23]：八代美紀
- 漁民C[出典 69]（静之浦の漁師[168]）：岩本弘司
- ウェイトレス[21][18]（ウエイトレス[146]）[注釈 24]：丘照美
- ハッピー興行社社員[出典 70][注釈 25]：大前亘
- 漁民[145][146]（漁民F[102]）、毎朝新聞社員[86]：土屋詩朗
- 漁民[145][146]：熊谷卓三（熊谷二良[102]）
- 漁民[出典 71]（漁民B[160][102]）：中山豊
- 漁民[出典 72]（漁民D[160][102]）：宇野晃司
- 記者[出典 73]：古田俊彦
- 記者[出典 74]：澁谷英男
- 記者[出典 75]：宇留木耕嗣
- 記者[出典 76]：越後憲三
- ハッピー興行社社員[21][20][注釈 25]：権藤幸彦、佐藤功一
- 漁民G[出典 77]：安芸津広
- 自衛隊員[176][21]（陸上自衛隊員[18]、自衛隊幹部[86]）：岡部正
- 自衛隊員[出典 78]（陸上自衛隊幹部[18]、自衛隊幹部[86]）：坂本晴哉
- 陸上自衛隊員[176][178]、漁師[18][178]：久野征四郎
- ハッピー興行社社員[21][146][注釈 25]：高木弘
- 警察幹部[21][146]：山田圭介
- ハッピー興行社社員[21][146]、毎朝新聞記者[18]（毎朝新聞社員[20]）：広田新二郎
- 漁民[出典 79]（船着場の漁師[20]）[注釈 26]、毎朝新聞記者[18]（毎朝新聞社員[20]）：砂川繁視
- 操縦士[出典 80]、毎朝新聞記者[18]：川村郁夫
- 副操縦士[出典 81]、インファント島島民[179][20]：緒方燐作
- 自衛隊員[出典 82][注釈 27]：鈴木治夫
- 分教場の生徒[146]：劇団・あすなろ
- ゴジラ：手塚勝巳[176][21]（補佐）、中島春雄[出典 83]

### キャスト（ノンクレジット）
- インファント島島民：加藤茂雄[出典 84]、天見龍太郎[出典 85]、光秋次郎[出典 86]、伊藤実[20]
- インファント島島民[187][20]、名古屋の通行人[187]：千葉一郎
- インファント島島民[出典 87]、毎朝新聞社員[189][20]、警官[20]（警察幹部[189]）：篠原正記
- インファント島島民[146]、浜風ホテルの客[20]、名古屋の観光客[20]：関田裕
- インファント島島民[出典 88]、浜風ホテルの避難客[191][20]：坪野鎌之
- インファント島島民[146]、警官[192][20]：門脇三郎
- 警官：河辺昌義[193][20]、古谷敏[20]
- 三浦博士の助手：川又吉一[出典 89]、大塚秀男[146]、速水洸[146]、佐竹弘行[146]、内山みどり[20]
- 防衛隊幹部[注釈 28]：吉頂寺晃[出典 90]、草間璋夫[197][146]、須田準之助[146]
- 原住民[出典 91]、新聞社員[出典 92][注釈 29]、倉田浜の群集[199][20]：夏木順平
- 静之浦の住民[200]（漁民[20]）、毎朝新聞社員[20]：毛利幸子[200][20]
- 毎朝新聞社員、浜風ホテルの客：記平佳枝[201][20]
- 毎朝新聞社員、自衛隊幹部：西條竜介[20]
- 毎朝新聞社員：成田孝[20]
- 記者[196][86]、毎朝新聞社員[20]）、インファント島民[202]：今井和雄
- 毎朝新聞社員：生方壮児[203][20]、黒木順[20]、高野文子[20]
- 漁民、名古屋の通行人、インファント島島民、船着場の警官：松下正秀[20]
- 漁民、浜風ホテルクローク係、船着場の消防団員：勝部義夫[204][20]
- 漁民、名古屋の観光客：清水良二[20]
- 静之浦の漁師[205]（漁民[20]）、船着場の警官[205]：大仲清治
- 漁民：新野悟[20]
- 新聞記者：三浦敏男[20]、細川隆一[20]、庄司一郎[20]、鈴川二郎[20]、鹿島邦義[20]、渡辺白洋児[20]
- 浜風ホテルの支配人[20][注釈 30]、船着場の船員[206][20]、静之浦の住民[206]、記者[206]：岡豊
- 浜風ホテルのフロント係[20]（ホテルマン[86]）：由紀卓也[146]
- インファント島島民[207][146]、名古屋の通行人[207][20]：榊田敬二
- インファント島島民、名古屋の通行人：勝本圭一郎[20]
- 虎畑の秘書：田辺和佳子[146]
- 名古屋のアナウンサー：池谷三郎[208][20]
- 倉田浜干拓地の男[209]、自衛隊員[209][20]、浜風ホテルの避難客[209][20]：橘正晃
- 県会議員の秘書[146][注釈 31]、毎朝新聞社員[20]：日方一夫[146]
- 自衛隊員（対策本部）：小松英三郎[178]
- 浜風ホテルの客：矢野陽子[211]
- 毎朝新聞記者：中西英介[212]
- 毎朝新聞社員：荒木保夫[213]

### 海外版出演者
- 記者：オスマン・ユセフ[214]
- 国連大使：ハロルド・コンウェイ[214]
- 米軍将校：ロルフ・ジェッサー[214]

## スタッフ
参照
- 製作：田中友幸[注釈 32]
- 脚本：関沢新一
- 撮影：小泉一
- 美術：北猛夫
- 録音：矢野口文雄
- 照明：小島正七
- 音楽：伊福部昭
- 整音：下永尚
- 監督助手（チーフ）：梶田興治
- 編集：藤井良平
- 音響効果：西本定正
- 現像：東京現像所
- 製作担当者：森本朴
- 監督助手：藤井誠之助、奈良正博、今村一平
- 撮影助手：安本英、松尾民夫、小林博、鈴木信之
- 照明助手：平野清久、清水博、市川祐、山口正春、北川忠利、棚網恒夫、細井美宏、中谷孝正
- 照明準備・照明機材：横田俊司、山崎惣一郎
- 美術助手：荒巻宏俊、菊池甲爾、菊池秋良
- 録音助手：宮本陽弘、棚網昭夫、近田進
- レコーダー：北沢靖
- 特殊機械：小川昭二、加瀬和男
- 大道具班長：柴田春雄
- 大道具・装置：石井常男
- 大道具助手：室祐治
- 小道具：杉本茂、河原正高、佐々木大三郎
- 電飾：鈴木行雄
- 衣裳：清水昭治
- 結髪：大友八千代
- 技髪：山田順二郎
- スチール：土屋次郎
- 作品係：中島清
- 経理担当：野口光一
- 宣伝係：下村毅一
- 製作係：古賀祥一
- 特殊技術
  - 撮影：有川貞昌、富岡素敬
  - 光学撮影：真野田幸雄、徳政義行
  - 美術：渡辺明
  - 照明：岸田九一郎
  - 合成：向山宏
  - 監督助手（チーフ）：中野昭慶
  - 製作担当者：小池忠司
  - 監督助手：宮﨑英明
  - 撮影助手：真野田陽一、唐沢登喜麿、山本武、鶴見孝夫、向井賢哉、宮西武史、川北紘一、鳥海満、中尾成雄[要出典]
  - 照明助手：佐藤幸次郎、村上勝美、西島幸毅、山木健、中村和夫、松本衆三、川越和見、煙草俊憲
  - 照明準備・照明機材：石井吉信、平間重和
  - 美術助手：井上泰幸、入江義夫、白﨑治郎
  - 大道具組付：池渕剛治、青木利郎
  - 大道具班長：工藤忠雄
  - 大道具：富川正蔵、田中敬喜、高山一
  - 火薬：山本久蔵
  - 電飾：鈴木昶
  - 背景：鈴木福太郎、島倉二千六、宮本栄一
  - 工作：飯島周次郎
  - 造形：利光貞三、八木康栄、八木勘寿、開米栄三、村瀬継蔵
  - 石膏：小田切幸夫、富樫美津男、照井栄、安丸信行
  - 繰演：中代文雄
  - 特殊機械：大隈銀造、串田松二、三輪野勇、松本光司
  - 光学撮影：幸隆生、飯塚定雄
  - 編集：皆川泰陳、石井清子
  - スチール：中尾孝
  - 記録：久松桂子
  - 製作係：関和郎
- 特技監督：円谷英二
- 監督：本多猪四郎

## 製作
前作『キングコング対ゴジラ』のヒットを受け、ゴジラシリーズが本格的に世界市場を目指すこととなり、対戦相手のモスラも登場作品の『モスラ』が1961年に世界配給され、海外でも知名度を得ていたことから選ばれた。この間には、前作の続編となる『続キングコング対ゴジラ』や、海外で評価された『ガス人間㐧1号』の続編となる『フランケンシュタイン対ガス人間』などの企画が進行していたが、いずれもアメリカ側との折り合いがつかなかったために実現せず、モスラが選ばれたのは契約上の問題が起きない東宝怪獣同士という事情もあったとされる。
企画に際し、ゴジラシリーズ第1作『ゴジラ』の原作者である香山滋は、本作品制作の挨拶に訪れた東宝のスタッフの義理堅さに感激したという。
円谷英二率いる特撮班は、1963年には『青島要塞爆撃命令』『マタンゴ』『海底軍艦』『士魂魔道 大龍巻』などの制作に取り掛かっていたが、急遽制作の決まった『大盗賊』がこれに加わったために『海底軍艦』の撮影が遅れ、本作品の準備は同年内にはほとんど進まなかったとされる。決定稿が2月10日に完成し、同月11日に特殊技術斑、14日に本編班がクランクインし、急ピッチで撮影が進められた。そして、3月15日に特殊技術斑、16日に本編班がクランクアップした。
併映作品には、当初『君も出世ができる』が予定されていたが制作が間に合わず、『蟻地獄作戦』に変更された。

### 配役
小美人役のザ・ピーナッツは『モスラ』から引き続き登場した。同一役での連続出演は『ゴジラ』と『ゴジラの逆襲』に山根博士役で出演した志村喬以来であり、メインキャラクターとしての連投は珍しいものである。梶田によれば、ザ・ピーナッツのスケジュールは多忙であったが、『モスラ』がヒットしていたため、渡辺プロダクションは出演を快諾したという。
一方、同じく『モスラ』から続投である小泉博は、別役での出演であった。『ゴジラ』の主演であった宝田明も、別役だが同作品以来のゴジラシリーズへの出演となった。宝田は、新人であった『ゴジラ』から10年を経て、本多とも演技について議論ができるようになるなど、自信を持って演じることができたと述懐している。
本作がゴジラシリーズ初出演となる星由里子は、ゴジラが主役であるために芝居の仕様がなく正直苦手で、重いカメラを持たされたりしてやっているときは大変でつらかったと述べている。
脚本の準備稿では、悪役である虎畑次郎は登場せず、虎畑役の佐原健二は準主役として動物学者の原健也という役でキャスティングされていた。完成作品では、原の立ち位置は三浦博士に置き換えられており、この変更の結果、東宝特撮作品では珍しく佐原が悪役を演じることとなった。本多が佐原に、『マタンゴ』（1963年）の悪役が良かったので「またやってみるか」と薦めたという。佐原は、それまで出演した東宝特撮作品では青年科学者のような役が多かったため、悪役に挑戦したと述べており、後年のインタビューでも「虎畑が一番おもしろい役であった」、あるいは「特にやりがいのあるものであった」と回顧している。
そのほか、藤田進、田崎潤、田島義文など、特撮常連俳優が脇を固めている。

### 撮影
海岸のロケは、静岡県下田市の弓ヶ浜でおこなわれた。同地の選定は監督の本多猪四郎からの提案によるもので、助監督の梶田興治によれば砂浜や漁船を撮影できることを理由に挙げていたという。同地では、モスラの卵の一部を実物大セットで組んでおり、設営には現地で手伝いを募ったという。冒頭の取材シーンは、当時干拓事業が行われていた茨城県潮来町の延方干拓地で撮影された。漁村内は、沼津市静浦地区で撮影された。
当時の東宝作品で日本人俳優が南方の原住民を演じる際はドーランで黒塗りにすることが多かったが、本作品でのインファント島民は砥の粉に赤い塗料を混ぜたものを塗っており、赤みがかった色となっている。インファント島民役の一人である加藤茂雄によれば、この塗料で何人もかぶれていたという。
ハッピー興行の事務所セットは、東宝撮影所第2ステージに組まれ、2月18日から19日にかけて撮影が行われた。
浜風ホテルのセットは第1ステージに組まれ、2月21日から24日にかけて撮影が行われた。
毎朝新聞のセットは第6ステージに、三浦の研究室は第2ステージにそれぞれ組まれた。前者は、撮影を取材していた新聞記者から「雰囲気がよく出ている」と好評であった。三浦の研究室の外観は、日立製作所中央研究所の小平記念館を用いている。
インファント島の上陸シーンは、下田市近辺の海上で撮影された。島内の洞窟は、第9ステージにセットを組んでいる。本多は、洞窟のシーンでは原水爆の後遺症の酷さを描写する予定であったが、予算の都合などから実現しなかったと述べている。踊りのシーンでは、日劇ダンシングチームを中心に500人近いエキストラが参加した。
自衛隊の車両や兵器のシーンは、『地球防衛軍』（1957年）などから流用している。『怪獣大戦争』でも自衛隊の描写は流用映像を用いており、当時は自衛隊の協力を得られなかったものとみられる。

### 特撮

ゴジラに破壊される「名古屋城」

『マタンゴ』で導入された光学合成機や、前年にオックスベリー社の3ヘッド式オプチカル・プリンター1900が導入されたこともあり、小美人と俳優の共演場面やゴジラの都市破壊シーンなど、本作品では従来以上に映像に自然と馴染む合成を多用している。
一方、モスラとゴジラとの戦いには合成をほとんど用いず、操演を活用している。パノラマ画面を活かし、空陸の戦いをシチュエーションに合わせた様々なアングルで描写している。円谷の演出意図としては、前作のようなコミカルさや擬人的描写を避け、リアルさのある迫力を重視している。撮影の有川貞昌は、立っているゴジラと横になっているモスラでは画面に空きが出てバランスが取りづらく、距離感をつかむのが大変であったと述懐している。
劇中では、成虫モスラとゴジラの戦いは一度きりであり、有川はモスラをゴジラと戦わせるためではなく美しいゴジラ映画を作りたくて出したと述べている。
冒頭の台風のシーンでは、12 - 13トンの水が用いられた。助監督の中野昭慶によれば、モスラの卵の造形物がどこに流れるかわからず、カメラマンが苦労したという。台風上陸時の倉田浜干拓地もミニチュアセットで撮影された。
モスラの卵に近づく船舶や倉田浜干拓地の排水ポンプなど、実物さながらの精巧なミニチュアが用いられている。
ゴジラによる名古屋襲撃シーンは、大規模なミニチュアが制作されたのは名古屋城周辺のみで、そのほかはオプチカル・プリンターを活用した合成により、処理された。合成を前提としているため、避難する人々の撮影も特撮班が初めて行った。名古屋城前のロケでは、200人のエキストラが動員された。名古屋テレビ塔での避難シーンは、現地ロケとオープンセットでの撮影を併用している。四日市コンビナートのロケでは、特撮班カメラマンである富岡素敬の兄が昭和石油で労務課長を務めていたことから撮影の協力が得られ、作業着を借り受けたほか、消防車の撮影も実現した。
ゴジラが名古屋城を破壊するシーンは、東宝撮影所第11ステージで撮影された。有川によると、撮影中に中島が足を滑らして城のお堀に滑り込んでしまったが、撮影終了5日前の4月13日に撮影されたうえに公開16日前で予算とスケジュールの両面から再撮影は不可能だったため、「NGは特撮にない」という持論を常々持っていた円谷英二はこのカットの使用を決定し、足元を捉えたフィルムを使って編集で処理したという。なお、東宝のビデオ『特撮未使用フィルム大全集』には、ゴジラが名古屋城を壊そうとするものの模型が頑丈すぎて壊れなかった映像が収録されている。
名古屋テレビ塔もミニチュアセットが制作され、オープンセットと第11ステージで撮影された。テレビ塔のミニチュア制作は、戸井田工業が手掛けた。1964年7月に竣工した名古屋パナソニックビルは、建設中の状態でミニチュアが制作された。
卵を覆う温室のミニチュアセットは、東宝撮影所第11ステージに組まれた。ゴジラが地中から出現するシーンは、同第8ステージで撮影された。
人工雷作戦のシーンも第11ステージで撮影された。鉄塔のミニチュアは、サイズを変えることで遠近感を表現している。自衛隊の作戦準備に用いられた重機のミニチュアは、『妖星ゴラス』や『キングコング対ゴジラ』のものを流用しているとみられる。特殊帯電ネットは、上部に組まれた木枠から投下する仕組みとなっていた。

### 音楽
音楽は、『キングコング対ゴジラ』に引き続き伊福部昭が担当した。小美人が歌う「モスラの歌」のみ『モスラ』での古関裕而による楽曲を用いている。プレスコは1964年2月29日に、本編音楽は4月21日にそれぞれ収録された。
本作品では、小美人の歌として「モスラの歌」のほかに「聖なる泉」と「マハラ・モスラ」が制作された。歌詞は、伊福部が自らマレー語で作詞した。両曲とも歌とオケを個別の2トラックでシネテープに収録していたが、「聖なる泉」は歌のみのトラックが現存せず、オケとミックスした状態の音源しか残っていない。
ゴジラのテーマは、前作に引き続き「ゴジラの猛威（ゴジラの恐怖）」が用いられているが、前作でのDパートの代わりにAパートの変奏が挿入され、曲全体もスローテンポとなり以前よりも長くなっている。自衛隊との戦闘シーンでもこの曲が用いられており、自衛隊を象徴するマーチ曲は制作されていない。
モスラのテーマは新たに制作され、ゴジラとの対決シーンではゴジラのテーマのリズムに乗せてモスラのテーマを演奏している。映画音楽評論家の小林淳は、怪獣の対決シーンで両者のテーマを組み合わせる手法は本作品で完成したと評している。
予告編では『海底軍艦』の楽曲が流用された。

## 評価
本作品は、親子連れの動員に成功し、前年の東宝のゴールデンウィーク興行よりも好調な記録となった。子供が多かったことから動員数に対して興行収入は低めとなったが、東宝の役員会では総合的には大成功と結論づけられた。
本作品の好調のほか、前年に公開されたSF路線の『海底軍艦』および『マタンゴ』が低調に終わったこともあり、東宝特撮映画は怪獣路線が主軸となった。本作品の公開された1964年には『宇宙大怪獣ドゴラ』『三大怪獣 地球最大の決戦』と怪獣映画が3本公開されており、後の第一次怪獣ブームの土台を築いたとされる。本作品以降、ゴジラ映画は毎年製作されるようになった。

## 海外公開版との相違
1964年5月、ヘンリー・G・サパースタインが本作品のアメリカ合衆国における配給権を取得し、アメリカン・インターナショナル・ピクチャーズが全米配給を担当した。
当初の海外版ではタイトルが『GODZILLA VS. THE THING』 となっていた。「THE THING」は直訳すると「謎の物体」であり、モスラの卵のことを指している。予告編ではモスラの存在が秘匿されていた。その後、ビデオソフト化の際に『GODZILLA VS. MOTHRA』へ改められたが、商品によって新旧名称が混在した状態となっている。
セリフはすべて英語に吹き替えられており、田崎潤と藤木悠の「卵も逃げたのか？」「いえ、卵には足がありませんから」というやり取りは、図らずも「エッグ（卵）」と「レッグ（脚）」をかけた洒落になっている。モスラの卵の売却価格は「94万38円」と改変されている。
4月18日の国内版の検定オールラッシュ以降に海外版の撮影がおこなわれ、1日で国連軍の会議と艦橋のシーンを撮影している。
倉田浜に現れたゴジラが名古屋へ向かうカットの後、国連派遣の新鋭艦隊が出動し、天竜川の鉄橋を破壊して進撃するゴジラにミサイルで攻撃するシーンが挿入されている。海外版の完成フィルムでは、このミサイルが国連大使のセリフで「高性能誘導弾フロンティアミサイル」と説明されている。また、ミサイル艦隊の後尾で風にはためくアメリカの星条旗がアップになるカットがある。このシーンのロケは、静岡県の中田島砂丘にて、擬似夜景処理を施してオープン撮影で4日間おこなわれた。完成作品ではこの流れはカットされているが、国内版予告にはこの浜辺を歩くゴジラの映像が存在する。このシーンは、もともと決定稿に四日市と名古屋への襲撃シーンがない代わりに存在しており、ロリシカ国が開発した新兵器「誘導弾フロンティア」と紹介されている。スケジュールの都合によって撮影予定から一旦外されていたが、サパースタインによる要望で追加された。
1990年代半ばにはこの海外版と日本版をセットにしたLDが発売され、2008年1月には5枚組DVD-BOX「ゴジラDVDコレクション I」の特典ディスクとしてDVD化された。フィルムは現存しているが、日本国内のソフトではスタンダードサイズのみとなっている。

## 再上映
- 1970年冬の東宝チャンピオンまつりで、経費を省くためにオリジナルネガが裁断され、尺を縮めた再編集版がリバイバル上映された[出典 104]。上映時間は74分[出典 105][注釈 42]。当初は本多猪四郎監督による新作ゴジラ映画の制作が予定されていた[36]。同時上映は『柔の星』（新作）『アタックNo.1 涙の世界選手権』『昆虫物語 みなしごハッチ』の3本。観客動員数は73万人[48]。1992年のLD-BOX「ゴジラ激闘外伝」に収録されたほか[258][259]、2017年の『ゴジラ全映画DVDマガジン』でDVD化された。2019年に4Kスキャニングされたものが日本映画専門チャンネルで放送され、2021年にはこの4K版にカット部分をマスターポジからスキャンして追加した全長版の4Kデジタルリマスターが作成された[257]。
- 1980年には、オープニングタイトル前にハイライトシーンを加え、新たに再編集した短縮版が『ドラえもん』長編映画シリーズ第1作である『ドラえもん のび太の恐竜』との2本立てで再上映された[出典 106]。上映時間は76分[32][注釈 43]。当初は『怪獣王ゴジラ（仮題）』という総集編の制作が予定されており、本作品でのハイライトシーンはその名残とされる[36]。観客動員数は298万人[48]。配給収入は15億5千万円（2本立て興行の成績）[20]。この興行では、松本零士がゴジラを描いたイラストポスターが使われ、新たにイメージソング「ゴジラ」が制作された[260][261]。2014年に本作品のBDに特典映像として収録された[258]。
- 1983年には、20歳前後の世代を中心に数年前より起きていたゴジラのリバイバルブームに応じ、全国主要都市にておこなわれたゴジラシリーズをはじめ東宝特撮作品の人気作10本をセレクトした特集上映「復活フェスティバル ゴジラ1983」の1本として、オリジナル公開版がニュープリント上映された[36]。2021年に4Kデジタルリマスターが作成されるまで、全長版の映像ソフトやテレビ放送ではこの時に制作されたニュープリントマスターを用いていた[257]。

## ビデオソフト
- 1972年ごろには『モスラ』と『ゴジラ・エビラ・モスラ 南海の大決闘』を編集した8ミリ映画（富士写真フイルム）と[4]、ソノシートとセットの絵本「モスラ アタック東京！」が発売されており、本作品の国内盤DVDの特典に収録されている。
- 1980年代初頭にVHS・ベータマックスが同時発売された[4]。短縮版フィルムを使用し、画面もスタンダードサイズにトリミングされている[4]。その後、1983年2月1日にノーカット・シネスコサイズの完全版も発売された[4]。品番 TG0847[2][4]
  - 1991年12月1日に廉価版発売[33][262]。TG4290[33][263]。
- LD
  - 1985年11月21日に発売された[4]。ノーカットフィルムが使用されているが、画角は左右に若干のトリミングが加えられている。品番 TLL2021[263][4]
  - 1993年12月1日に国内版と海外版を両方収録した2枚組が発売された[262][4]。品番 TLL2435[4]
  - 1996年5月1日に、オリジナルのシネスコ（東宝スコープ）版が発売された[4]。品番 TLL2456[4]
- DVDは2003年4月25日にジュエルケース版が発売[出典 107]。ノーカット、シネスコ収録。初ソフト化となる1980年の再々編集版も収録された[4]。品番 TDV2712D[4]
  - 2005年4月22日発売の「GODZILLA FINAL BOX」に収録されている[266]。
  - 2008年1月25日発売のトールケース版「ゴジラDVDコレクション I」に収録されており[256]、単品版も同時発売[267]。
  - 2014年5月14日、60周年記念版発売[97]。
  - 2016年6月15日、東宝DVD名作セレクション版発売[199]。
- BDは2010年3月19日発売[268]。
  - 2014年6月18日には「ゴジラ60周年記念版」として期間限定の廉価版が発売[269]。
  - 2023年10月25日、4Kリマスター版発売[270]。
- 4Kリマスター Ultra HD Blu-ray版は2023年10月25日発売[271]。

## 漫画
- 久松文雄作画により『冒険王』 1964年5月号別冊付録に掲載[出典 108]。1992年に『ゴジラVSモスラ決戦史』（竹書房）に収録、2016年に『ゴジラ全映画DVDコレクターズBOX VOL.3 モスラ対ゴジラ』に付録として復刻された[274]。
- 1984年から1985年に秋田書店「MOVIEコミックス」よりフィルムコミックが発売された[275]。

## 小説
『モスラ対ゴジラ』
著：上田高正 / 監修：田中友幸 / 出版：講談社〈講談社X文庫〉 / 1984年 / ISBN 4061900080
『ゴジラ』（1984年版）の公開に合わせて刊行された。このノベライズ版では、岩島にはもし破壊されれば日本列島の大半が放射能で汚染される規模の原子力発電所があり、記者会見の際に官房長官が国民に民族移動を決意するよう呼びかけるなどの差異がある。

## その他の作品
ソノシート『モスラ対ゴジラ』
朝日ソノラマより1970年11月30日に発売された。脚色は藤川桂介が手がけた。

## イベント
本作でテレビ塔を破壊された名古屋市栄の「中部電力 MIRAI TOWER」（旧・名古屋テレビ塔）では、2024年に開業70周年を迎えるのに合わせ、同じく誕生してから70年となるゴジラとのタイアップイベントが、6月20日から9月23日まで行われた。また、Hisaya-odori Parkでは、ミズベヒロバに巨大なゴジラのオブジェを展示したほか、ゴジラの大きさを体験できるよう、テレビ塔の屋外階段には作品ごとに異なるゴジラの目線の高さに印をつけ、展望台にはARの技術を使って70年間の名古屋のまちとゴジラの軌跡を振り返るコーナーを設けた。

## 後年への影響
後年、ゴジラシリーズで監督を務めた大森一樹や手塚昌明らは幼少期に本作品を鑑賞して感銘を受けたといい、自作品にも影響を受けているという。
『ゴジラvsモスラ』（1992年）でのバトラの名古屋襲撃シーンは、本作品でのゴジラの名古屋襲撃シーンをオマージュしている。また、冒頭の台風のシーンでは、本作品の映像も一部流用している。
『ゴジラvsメカゴジラ』（1993年）では、ゴジラの四日市上陸シーンで本作品をオマージュしている。特技監督の川北紘一は、本作品でも名古屋のロケハンに参加していたが、『vsメカゴジラ』のロケハン時は本作品当時の撮影場所は整備されるなど変貌しており、同じ場所でも印象がまったく異なっていたという。
『ウルトラマンサーガ』（2012年）でゴメス (S) が地中から現れるシーンは、本作品でゴジラが倉田浜干拓地から出現するシーンへのオマージュであり、これは元々ゴメスがゴジラの着ぐるみの改造であることを意識した演出である。
映画監督の周防正行は、『終の信託』（2012年公開）の完成後に「初めてハマったポップカルチャー」として本作品を挙げている。